# Кордан (Альборз)
Кордан (перс. کردان‎) — село на севере Ирана, в остане Альборз. Входит в состав шахрестана Саводжболаг. Является частью дехестана (сельского округа) Чендар бахша Чендар.

## География
Село находится в центральной части Альборза, в предгорьях южного Эльбурса, на расстоянии приблизительно 8 километров к северо-западу от Кереджа, административного центра провинции. Абсолютная высота — 1532 метра над уровнем моря.

## Население
По данным переписи 2006 года население села составляло 3697 человек (1946 мужчин и 1751 женщина). В Кордане насчитывалось 1018 семей. Уровень грамотности населения составлял 77,12 %. Уровень грамотности среди мужчин составлял 78,42 %, среди женщин — 75,67 %.